# Aktiebolaget Nyköpings Automobilfabrik

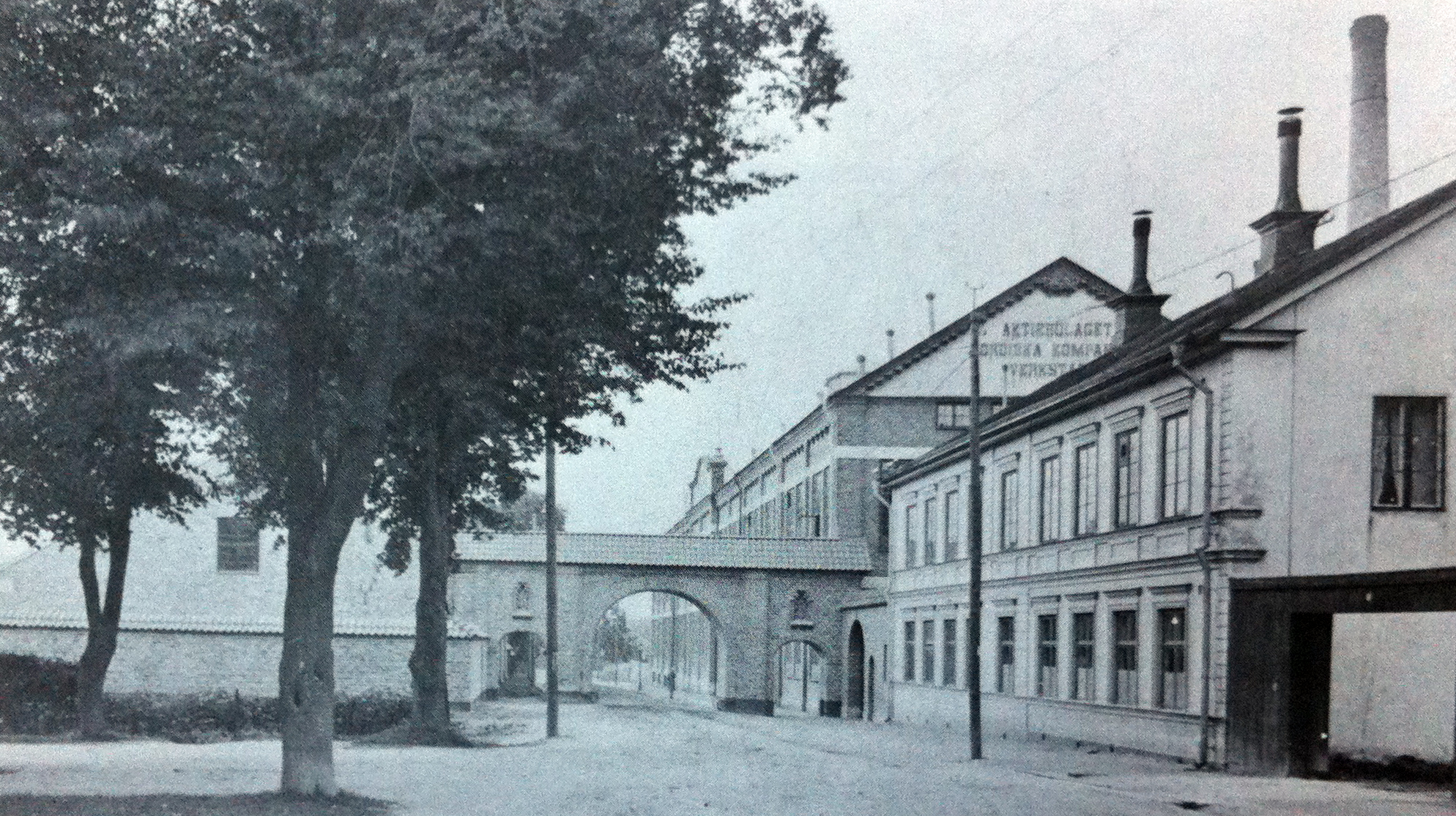
ANA:s kontor och fabrik i NK:s verkstäder i Nyköping 1937.

AB Nyköpings Automobilfabrik (ANA) bildades 1937 som ett dotterbolag till Nordiska Kompaniet (NK). Företaget monterade och marknadsförde ett antal bilmärken, bland andra Chrysler, Plymouth, Škoda, Standard, Lagonda, Goliath och Simca. Även motorcyklar från tjeckiska Jawa och flygplan från amerikanska Piper såldes via ANA. 
Företagets första VD var bergsingenjör Carl J. Kjellberg. Det första kontoret låg på Regeringsgatan 18 i Stockholm. I oktober 1937 flyttade företagets kontor och sammansättningsfabrik till NK:s anläggning i Nyköping. I oktober 1948 invigdes den nya fabriken i Spelhagsområdet.
1946 bildades dotterbolaget AB Farming som marknadsförde Ferguson jordbruksmaskiner via ANA:s återförsäljarnät. 
1946 fick ANA generalagenturen för Piper flygplan.
År 1960 övertogs ANA av Saab och blev ett helägt dotterbolag under namnet SAAB-ANA, ändrat till Saab-ANA 1965. Den 4 februari 1960 slutfördes Saabs köp av ANA. ANA:s aktieägare fick 18 miljoner kronor i köpeskilling samt sina fordringar på ANA inlösta kontant. Med förvärvet skapades en organisation som inkluderade både biltillverkning, bilimport, traktorimport och återförsäljarnät. Sammanlagt förfogade man nu över mer än 100 återförsäljare och ett brett produktprogram: Saab 96 och 95, Chrysler, Plymouth, Dodge, Valiant och traktorer från Massey Ferguson. Den formella säljstarten för Saab i ANA:s regi var den 1 september 1960. ANA stod även för försäljning och service av Lancia, och sedermera även Opel och andra GM-ägda bilmärken. 
I november 2007 såldes ANA Trollhättan AB till OK-koncernen, och arbetade med bilförsäljning och verkstadstjänster under namnet Ana Motorcentrum AB med anläggningar i Trollhättan och Lysekil.
Hedin bil köpte Ana Motorcentrum AB 2 juni 2017. Bilförsäljning och verkstadstjänster fortsätter under namnen Bilvaruhuset i Trollhättan AB och Hedin Bil i Lysekil.

## Historia

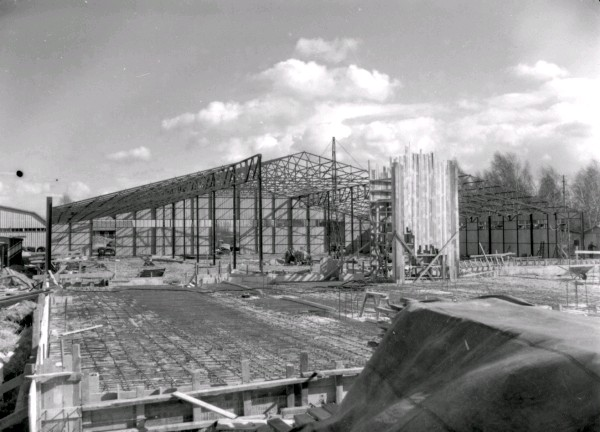
AB Nyköpings Automobilfabrik (ANA) bygger stort förråd vid småbåtshamnen 1953

I samband med att Nordiska kompaniet 1937 såg sig om efter alternativa produkter kontaktades Chrysler Corporation i USA och som ett resultat av det bildades ett dotterbolag till Nordiska kompaniet, nämligen Aktiebolaget Nyköpings Automobilfabrik. Som VD satt C.J. Kjellberg. Det första kontoret låg på Regeringsgatan 18 i Stockholm men i oktober 1937 flyttades företagets kontor och sammansättningsfabrik till Nordiska kompaniets anläggning i Nyköping. Det första året utgjordes av sammansättning och försäljning av Plymouth, Desoto och Fargo lastbilar som ingick i det Amerikanska Chrysler programmet. Redan i september hade ANA beställt 700 bilar från USA. Bildelarna kom per båt i stora packlårar från Detroit och kostade 10 000 dollar per fraktning. Bolaget skulle få disponera ett område på cirka 6000 m². Lådorna som man fraktade bildelarna i användes till att bygga stugorna vid koloniområdet i Ängstugan. 1938 började ANA även sälja Skoda.

### 1940-talet
1940 stoppades all import av bilar på grund av andra världskriget och istället började man tillverka vedgasgeneratorer och gengasaggregat. 1941 börjar ANA tillverka VEÅ-pannan, en ång- och vattenvärmare. 1943 tog företaget över den lokala ledningen av AB Nordiska kompaniet Nyköpings-verksamhet. VD för den verksamheten var också C.J. Kjellberg. 1945 inledde ANA ett samarbete med Standard Motor Company och året därpå började försäljningen av Flying Standard. 1945 erhöll också ANA efter långa och ingående förhandlingar leveranser av person- och lastbilar från Chrysler. Förhandlingar fördes för att få igång leveranser av Skoda-bilar och Jawa motorcyklar. Året därpå började leveranserna. 1946 ANA blev ett självständigt företag, helt skilt från Nordiska kompaniet. ANA ordnade en sammansättningsfabrik i hamnområdet, lokalfrågan började bli ett problem då de inte sålde tillräckligt bra i Nyköping. 1947 introducerades Ferguson-traktorer, det var inte bara bilar som tillverkades, även traktor och andra jordbruksmaskiner. Försäljning av Piper-flygplan inleddes.
År 1948 blev den nya sammansättningsfabriken vid Spelhagsområdet klar. 21 oktober 1948 skrev Södermanlands nyheter “I den nya fabriken räknar ANA med att kunna sätta ihop 25 person och 15 lastvagnar per 8-timmar arbetsdag, men för närvarande tillverkas inte mer än högst 10 proc. av fabrikens produktionskapacitet. Vid full kapacitet beräknar man, att fabriken skall sysselsätta mellan 400 och 500 man. Byggnadskostnaden för fabriken har uppgått till cirka 2 miljoner kronor och maskiner och utrustning har kostat ungefär 1 miljon kronor”. Året därefter började ANA tillverka Standard Vanguard-modellen från Standard Motor Company i England, det blev en stor försäljningsframgång, och de började samtidigt tillverka rälsbussar och kassafack.

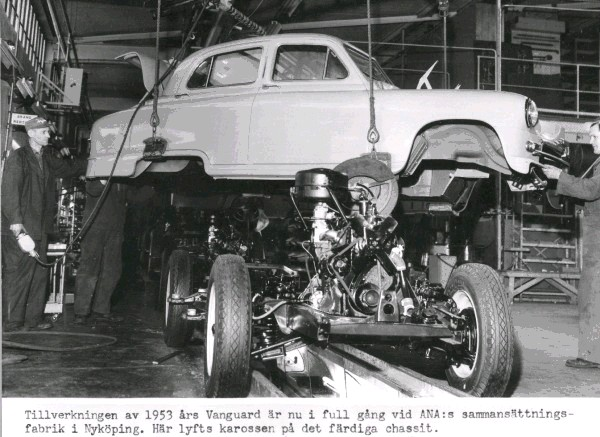
Tillverkning av 1953 års Vanguard vid ANA:s sammansättningsfabrik i Nyköping.

### 1950-talet
1952 köpte Saab-Anas dotterbolag AB Farming herrgården Hedenlunda för att driva som försöksgård med kurser och representation. Försäljning av Skoda och Jawa upphörde 1952.
1954 övertog ANA generalagenturen för Franska Simca i Sverige och förfogade därmed över ett lämpligt modellprogram. 1955 invigde ANA en ny reservdelsbyggnad i hamnområdet och 1958 slutade de sälja Piper flygplan. 1959 slutade de sälja Standard bilar.

### 1960-talet
1960 övertog Saab samtliga aktier och ANA blev ett helägt dotterbolag och Saabs försäljningsorganisation i Sverige. I och med det slutade man sälja Simca. ANA:s aktieägare fick 18 miljoner i köpeskilling samt sina fordringar på ANA inlösta kontant. Med förvärvet skapades en organisation som inkluderade tillverkning, bilimport, traktorimport och återförsäljarnät. Sammanlagt förfogade man nu över mer än 100 återförsäljare och ett brett produktprogram. Den första juli 1969 ändrades namnet ANA till Saab-Ana AB och huvudkontoret för Saab Bildivisionen placerades i Södertälje.

### 1970-talet
1972 ändrade Saab-Anas helägda dotterbolag AB Farming sitt namn till Ana-maskin AB. Året efter omorganiserades Saab-Ana, Scania divisionen blev kvar i Södertälje medan personbilsdivision och huvudkontor låg kvar i Nyköping.

### Slutet

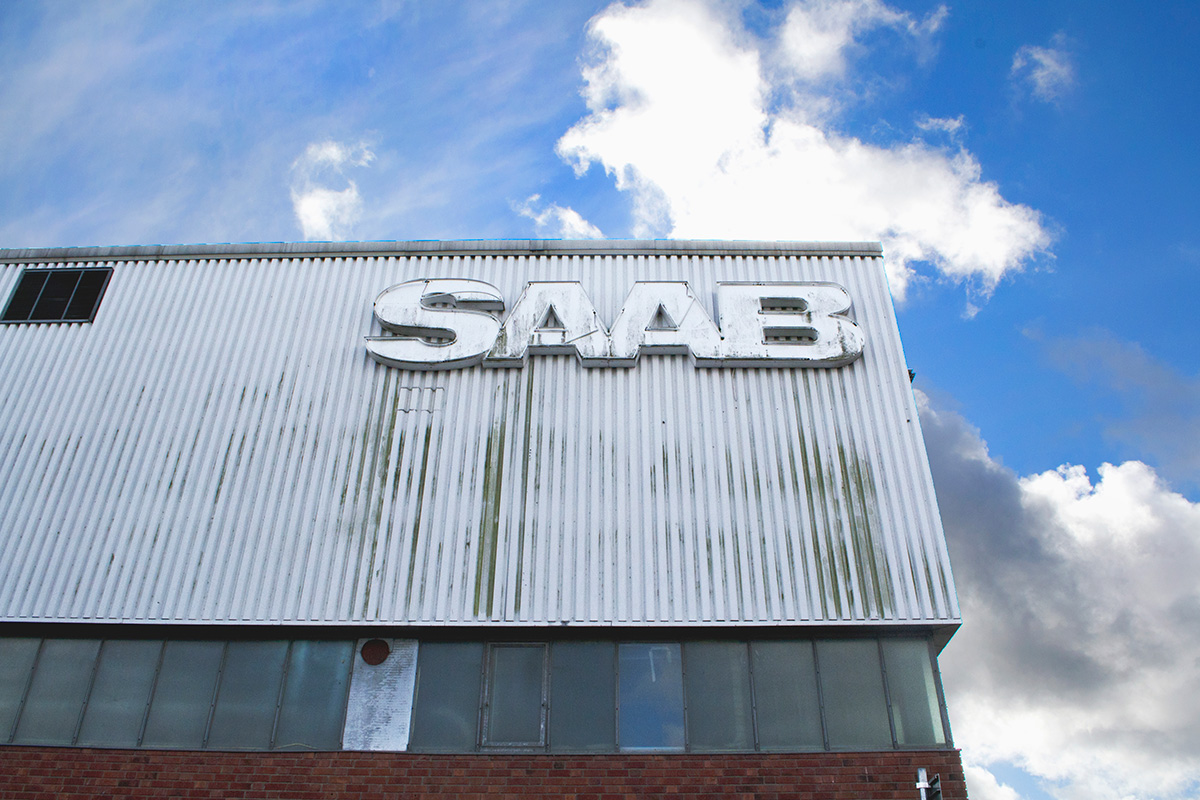
Saab-skylt från fabriken innan den stängdes ner 2011.

2007 såldes ANA Trollhättan AB till OK-koncernen. OK arbetade med bilförsäljning och verkstadstjänster under namnet Ana motorcentrum AB med anläggningar i Trollhättan och Lysekil. 2010 såldes bolaget till det nederländska Spyker vilket försattes i konkurs året efter. Viss produktion återuppstod när NEVS köpte konkursboet och år 2016 meddelade NEVS att varunamnet Saab skulle upphöra. Hedin bil köpte Ana motorcentrum AB 2017 den 2 juli och bilförsäljning och verkstadstjänster fortsatte under namnet Trollhättan AB och Hedin bil i Lysekil.